# Plaine de Catane
La plaine de Catane est une plaine située en Sicile, à cheval sur les provinces de Catane, d'Enna et de Syracuse. C'est la plus grande plaine de cette île et de toute l'Italie du Sud.

## Géographie
Avec une superficie totale de 430 km2, la plaine de Catane est la plus grande plaine de toute l'Italie du Sud. Elle se trouve principalement sur la province de Catane, mais aussi sur la province d'Enna et la province de Syracuse.
La plaine s'est formée avec l'accumulation d'alluvions des rivières de Dittaino, Gornalunga et Simeto, ainsi que celles de leurs affluents,.
Elle est entourée par des montagnes et des collines. Elle est délimitée par les monts Héréens et les monts Hybléens. L'Etna la surplombe de par sa taille et de par son altitude. Elle est proche d'une zone sismique avec des risques d'éruptions volcaniques.

## Transports
La plaine de Catane est traversée sur toute sa longueur par l'autoroute A19 (Palerme-Catane) et par les routes nationales SS 192 et la SS 417 (Catane-Caltagirone). L'autre bout de la plaine est traversé par la route nationale SS 194 (Raguse).
La plaine de Catane est également traversée par une ligne ferroviaire, principalement pour le transport de marchandises, comme les agrumes en production abondante dans la province.
Pendant la Seconde Guerre mondiale, une ligne aérienne traversait la plaine par les airs, pour l'usage de l'armée.

## Agriculture
La plaine de Catane constitue la zone agricole la plus importante de toute la Sicile, la plaine est également très fertile.
L'agriculture dans la province de Catane est fortement marquée par la production d'agrumes, principalement d'oranges, et par la production d'olives. Cependant, la zone agricole de la plaine produit également des céréales et des légumes.

## Centres habités
Il y a peu d'établissements urbains à l'intérieur de la plaine : elle est principalement constituée de fermes et de zones agricoles, presque toutes inhabitées.
Les centres d'habitation importants sont tous situés à l'extrémité de la plaine, il s'agit des communes Catenanuova, Francofonte, Militello in Val di Catania, Lentini, Motta Sant'Anastasia, Paternò, Palagonia, Ramacca et Scordia.

## Source
- (it) Cet article est partiellement ou en totalité issu de l’article de Wikipédia en italien intitulé « Piana di Catania » (voir la liste des auteurs).